# Bambini sulla spiaggia

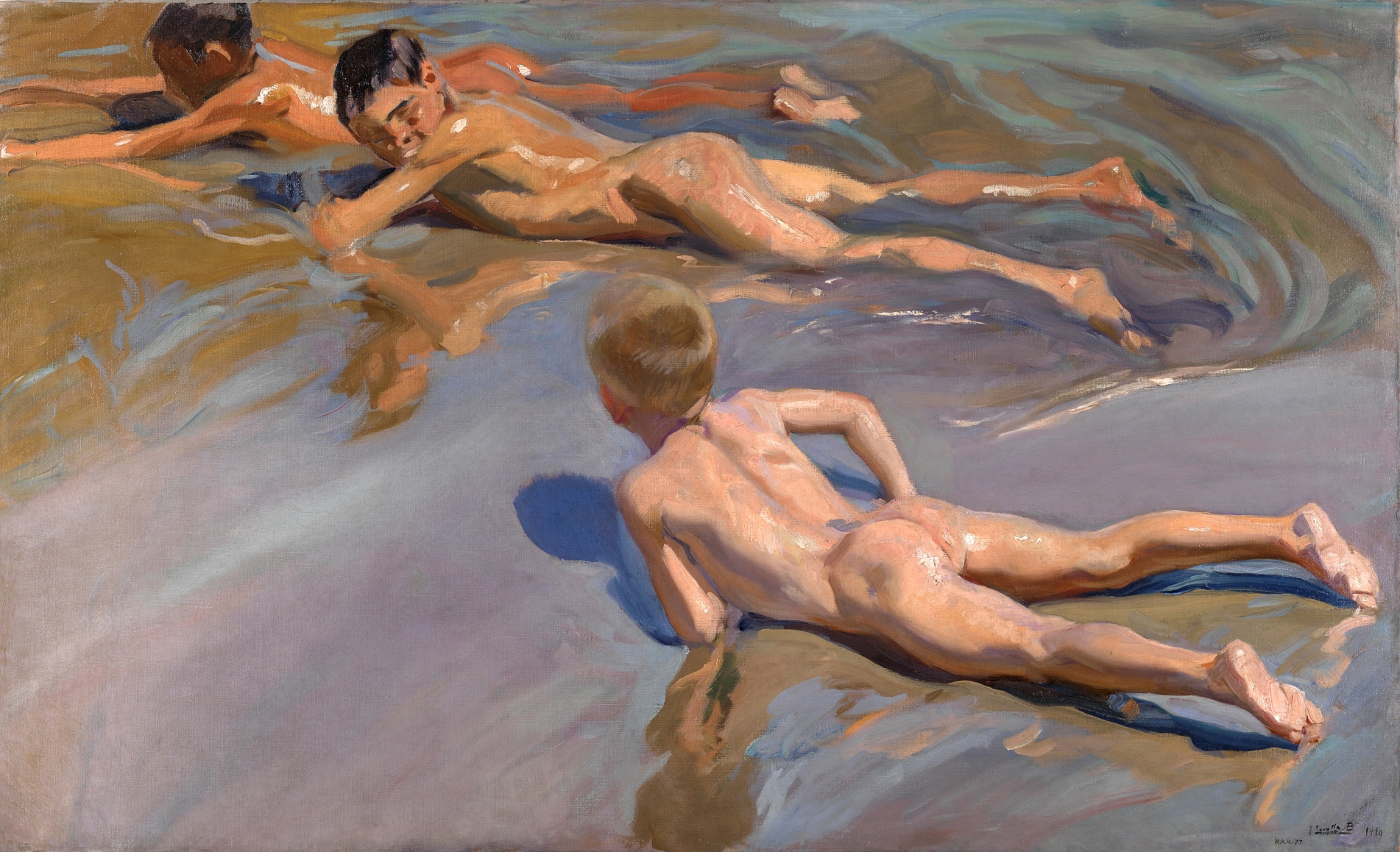

Bambini sulla spiaggia (Chicos en la playa o Niños en la playa) è il nome di una celebre opera del pittore del postimpressionismo Joaquín Sorolla (1863–1923) e risalente al 1910. Eseguito in olio su tela, misura 118 cm d'altezza per 185 di larghezza; appartiene oggi al Museo del Prado di Madrid, giungendo dal Museo di Arte Moderna al quale era stato donato dallo stesso autore nel 1919.

## Descrizione
Il dipinto raffigura una spiaggia incontaminata, sulla quale stanno sdraiati proni tre bambini nudi, l'ultimo dei quali che sta facendo il verso di nuotare con le braccia. Quello apparentemente più giovane, biondo e con la pelle chiara, si appoggia sui gomiti di fronte agli altri due i quali stanno prendendo il sole e hanno la pelle maggiormente abbronzata, ma che stanno rivolti in un'altra direzione rispetto al primo. Uno di essi è sorridente, rivolto al ragazzo biondo, mentre l'altro pare estraneo alla scena fingendo di nuotare.
Il ragazzino biondo è meno affondato nella sabbia fangosa rispetto agli altri due, così come viene descritto in maggior dettaglio: le piante dei piedi, i muscoli delle gambe, i glutei e la schiena hanno una più alta chiarezza rispetto alla pelle marrone scuro degli altri due, sepolti a metà nella sabbia bagnata e con i corpi più sviluppati.

## Analisi del tema
Il pittore spagnolo, nel corso della sua lunga carriera artistica, ha raffigurato molti altri giovani rappresentati nudi mentre stanno facendo il bagno in spiaggia, in una varietà di pose e situazioni tanto da crearne un tema specifico della propria opera. Di seguito ne vengono riportati alcuni.

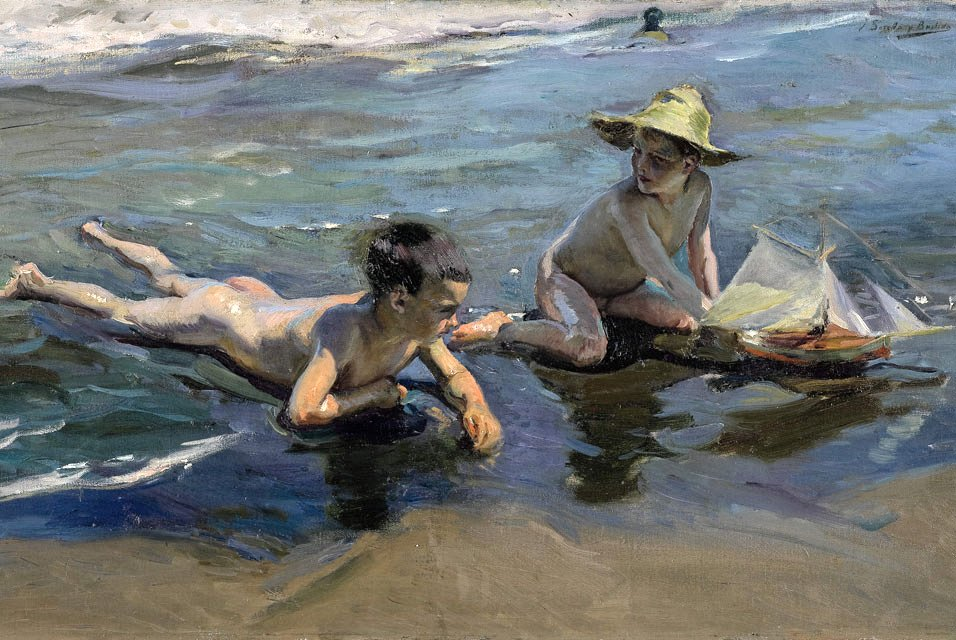
Niños en la playa (1904)
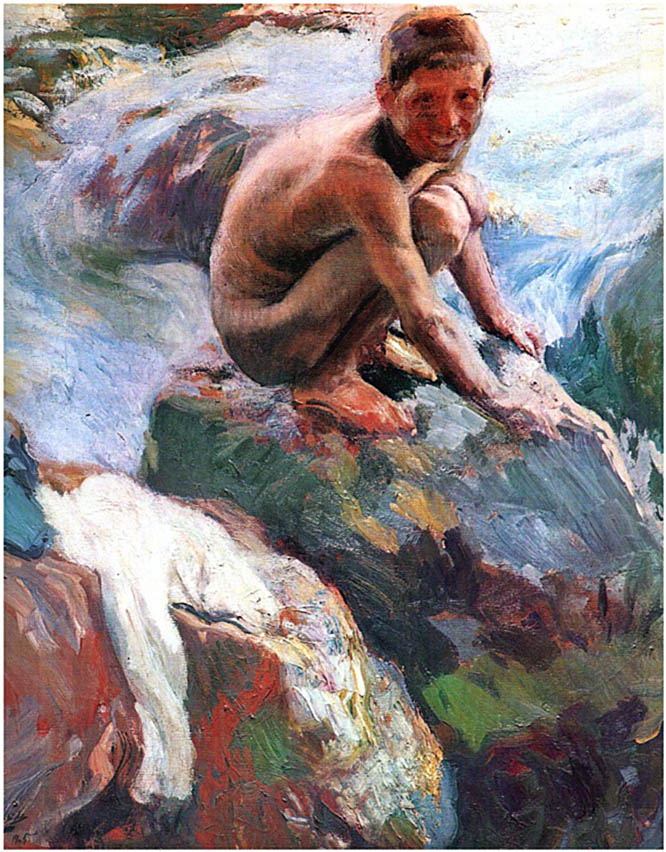
Niño en las rocas, Javea / Chico en la roca (1905)
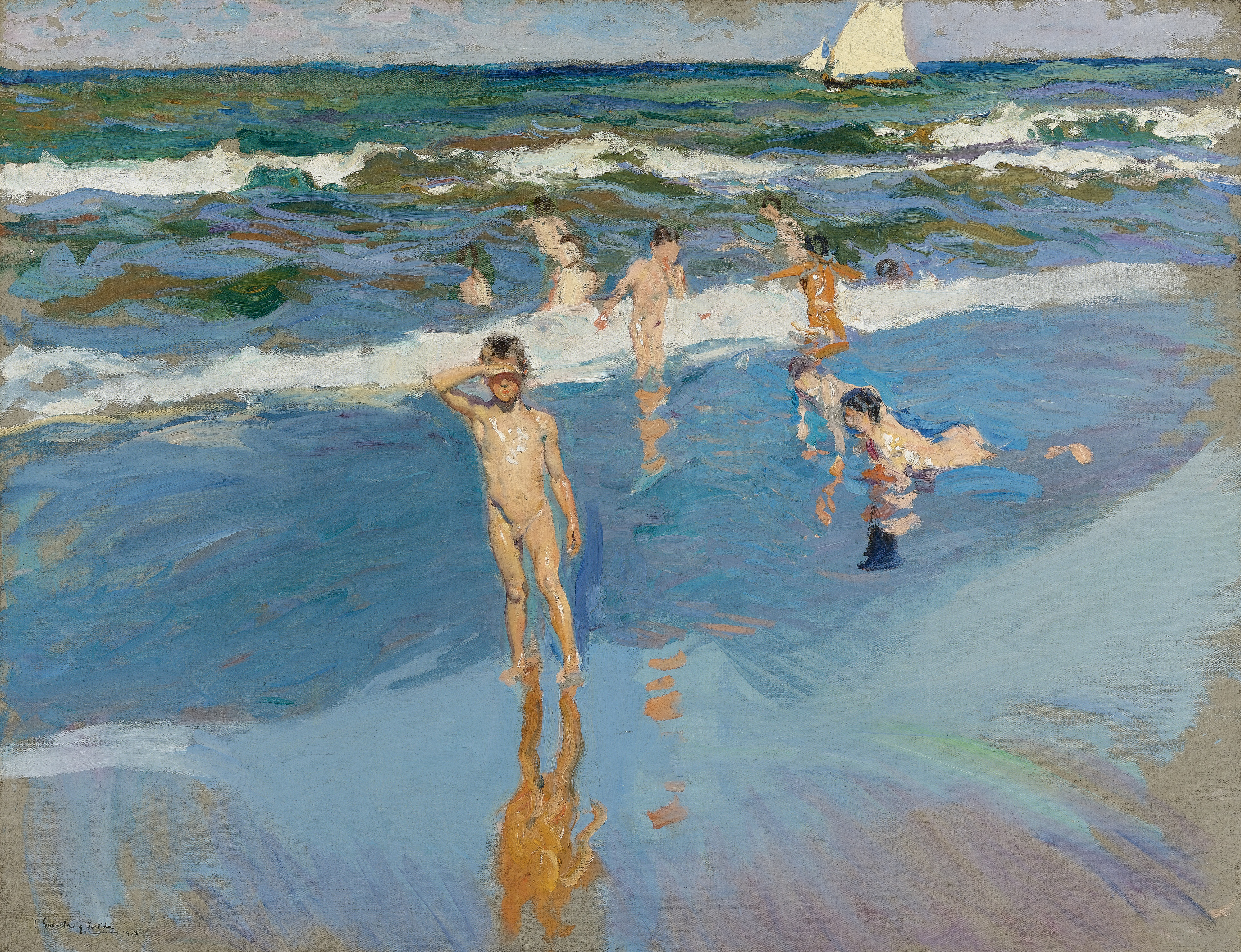
Niños en el Mar, Playa de Valencia (1908)
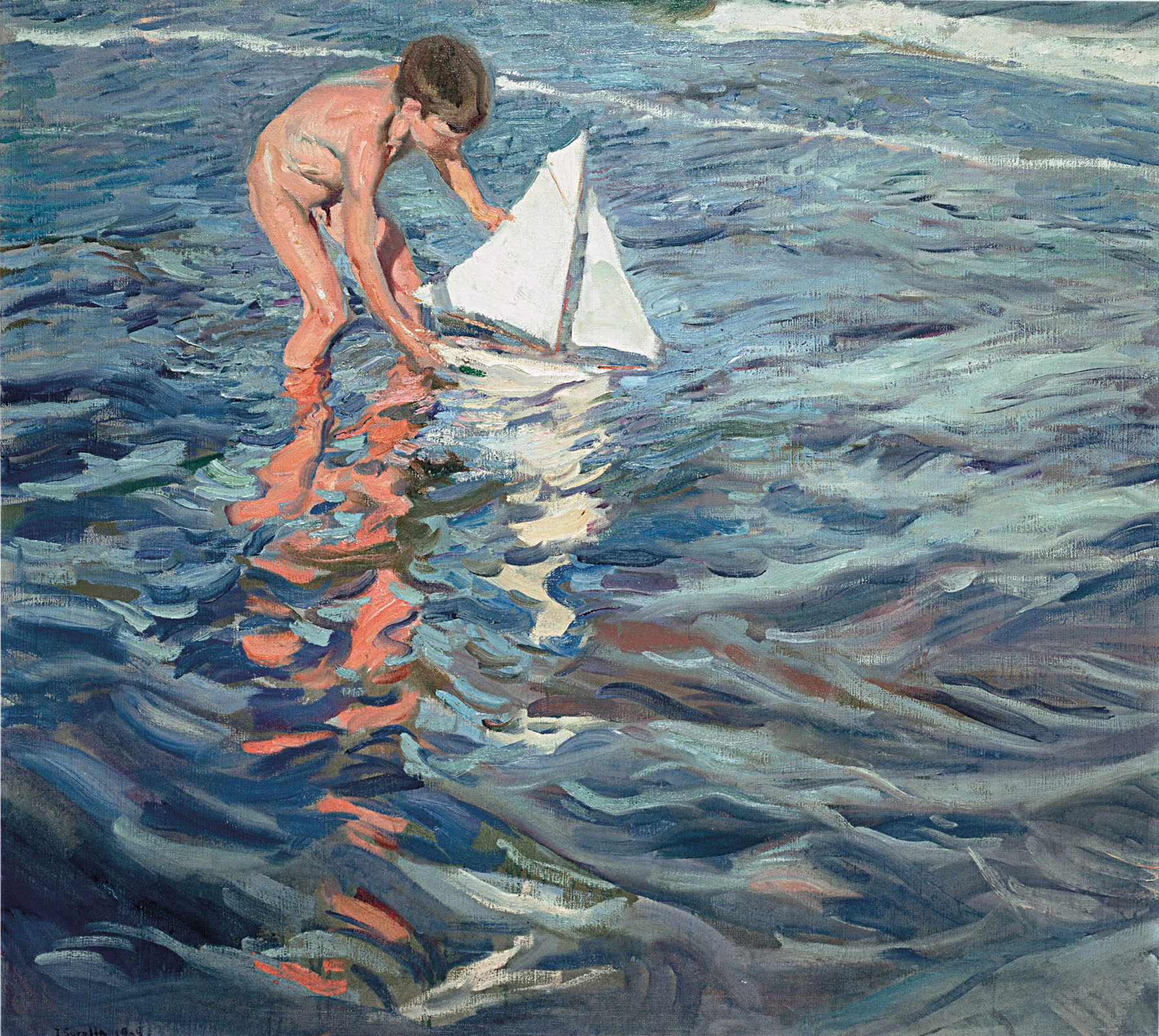
El balandrito (1909)
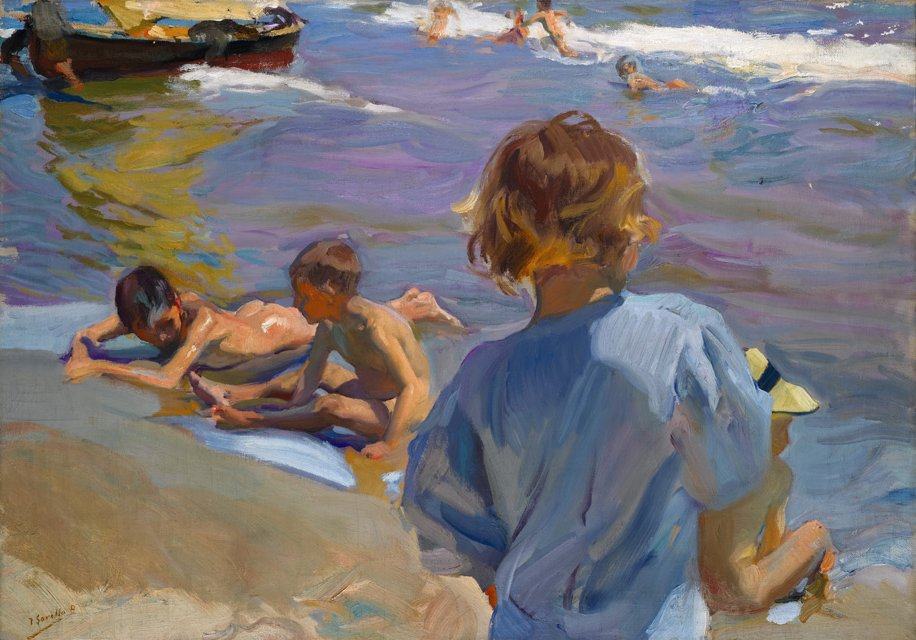
Niños en la playa (1916)